# Achille Togliani
Achille Togliani (ur. 16 stycznia 1924 w Pomponesco, zm. 12 sierpnia 1995 w Rzymie) – włoski piosenkarz i aktor. Jako piosenkarz był popularny zwłaszcza w latach 50. XX wieku. 7 razy występował na Festiwalu Piosenki Włoskiej w San Remo, w tym na festiwalu inauguracyjnym w 1951 roku, na którym zajął drugie i trzecie miejsce wykonując odpowiednio piosenki: „La luna si veste d'argento” (w parze z Nillą Pizzi) i „Serenata a nessuno” (samodzielnie). 6-krotnie uczestniczył w Festiwalu Piosenki Neapolitańskiej, zwyciężając w 1954 roku z piosenką „Suonno d'ammore”, wykonaną w parze z Tullio Pane. W latach 40. i 50. XX wieku zagrał w 23 filmach.

## Życiorys
Achille Togliani urodził się 16 stycznia 1924 roku w Pomponesco. Podczas wojny przeniósł się do Rzymu, gdzie uczęszczał do Centro sperimentale di cinematografia. Karierę piosenkarską rozpoczął zastępując Alberta Rabagliatiego w jednej z rewii Macaria. W 1948 roku spotkał Cinica Angeliniego, kierownika orkiestry. Preferowane przez nią nowe amerykańskie rytmy, takie jak swing przypadły do gustu Toglianiemu. Jego sposób śpiewania, bezpretensjonalny i w dużej mierze melodyjny, a jednocześnie skłaniający się w stronę jazzu, reprezentował nowy styl we włoskiej piosence.
W 1951 roku Togliani uczestniczył, jako jeden z 3 wykonawców wszystkich piosenek, w inauguracyjnym Festiwalu Piosenki Włoskiej w San Remo. W konkursie finałowym wykonał łącznie (samodzielnie lub w parze z pozostałymi wykonawcami: Nillą Pizzi i Duo Fasano 9 piosenek, spośród których dwie zdobyły 2. i 3. miejsce; były to odpowiednio: „La luna si veste d'argento” (w parze z Nillą Pizzi) i „Serenata a nessuno” (samodzielnie). W edycji festiwalu z 1954 roku zajął 2. miejsce z piosenką „Canzone da due soldi” wykonaną w parze z Katyną Ranieri. W edycji 1959 był 3. wspólnie z Teddym Reno (piosenka „Conoscerti”). W sumie wystąpił w San Remo 7 razy.
6-krotnie uczestniczył w Festiwalu Piosenki Neapolitańskiej, zwyciężając w 1954 roku z piosenką „Suonno d'ammore”, wykonaną w parze z Tullio Pane.

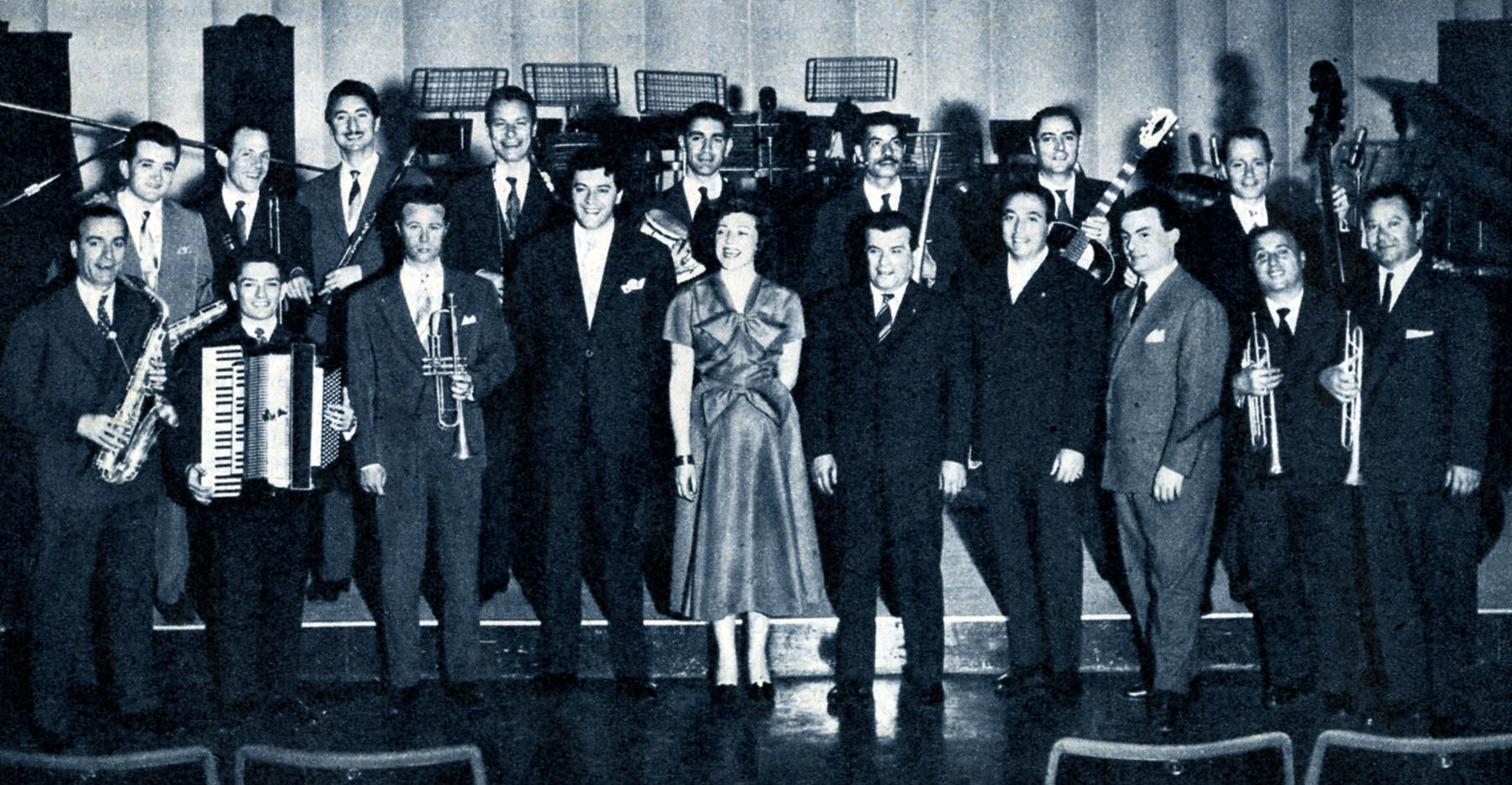
Cinico Angelini i jego orkiestra oraz soliści: Achille Togliani (czwarty od lewej w dolnym rzędzie), obok Carla Boni i Gino Latilla (studio Radio Rai, 1955)

Razem z takimi artystami jak wspomniana Nilla Pizzi oraz Giorgio Consolini, Natalino Otto i Gino Latilla Togliani zdominował włoską scenę muzyczną lat 50. Wysoki i przystojny, szybko stał się ulubieńcem żeńskiej części widowni. Określano go mianem „niebieskiego księcia włoskiej piosenki” i „minstrela epoki atomowej”. Przypomniał w nowej wersji lub wylansował takie szlagiery jak: „Parlami d'amore Mariù”, „Come pioveva” i „La luna si veste d'argento”. Na jednym z planów filmowych spotkał wielką miłość swojego życia, Sophię Loren. Ich związek trwał trzy lata, ale do ślubu ostatecznie nie doszło i Togliani pozostał kawalerem.
W latach 50. i 60. prezentował swoje piosenki w popularnych programach radiowych: Nati per la musica (1953), Talegalli show di Ciorciolini e Talegalli (1958–1959), Il traguardo degli assi (1959), Maestro per favore condotto da Filogamo (1961), Disco magico di Verde presentato da Corrado (1961), Nate ieridi Luigi Silva (1962) i Gran varietà (1966).
Od wczesnych lat 70. uczestniczył w programach wspomnieniowych, takich jak: Piccola storia della canzone italiana di Gigli (1973), Toh chi si risente di Loffredo (1978) i Una signora di trent'anni fa (1979). W 1974 roku, mając 50 lat, poślubił Daisy Traversari (oboje doczekali się syna, Adelmo).
Kiedy po nadejściu rock and rolla i beatu jego popularność przygasła, występował za granicą, od Kanady po Australię,wszędzie tam, gdzie byli włoscy imigranci, zainteresowani jego piosenkami. Dawał też koncerty we Włoszech. Ostatni z nich miał miejsce w Pesci w lipcu 1994 roku. Zmarł na atak serca 12 sierpnia 1995 roku w Rzymie. Jego pogrzeb odbył się dwa dni później w rzymskiej bazylice Sant'Eugenio.

## Kariera filmowa
W 1942 roku Togliani zadebiutował w filmie Via delle Cinque Lune w reżyserii Luigiego Chiariniego. Ogółem do 1959 roku wystąpił w 23 filmach.